# Путь
«Путь» — київський громадсько-політичний та художньо-літературний тижневик. Відоме лише одне число за січень 1910 року.
Видання притримувалось прогресивно-демократичної ідеології. Основу видання складали огляди мистецьких новинок, зокрема, театральних та літературних, та статті мистецтвознавців.
У єдиному відомому числі була опублікована, зокрема, стаття Бориса Владимирського «Мысли об искусстве», яка була відзначена критиками як невисокого рівня та поверхова.

## Джерело
- Українська періодика: історія і сучасність: доп. та повідомл. п'ятої Всеукр. наук.-теорет. конф., Львів, 27-28 листоп. 1998 р. / НАН України, Львів. наук. б-ка ім. В. Стефаника. — Львів, 1999. — С. 322